# Preußische Bandwirkerschule

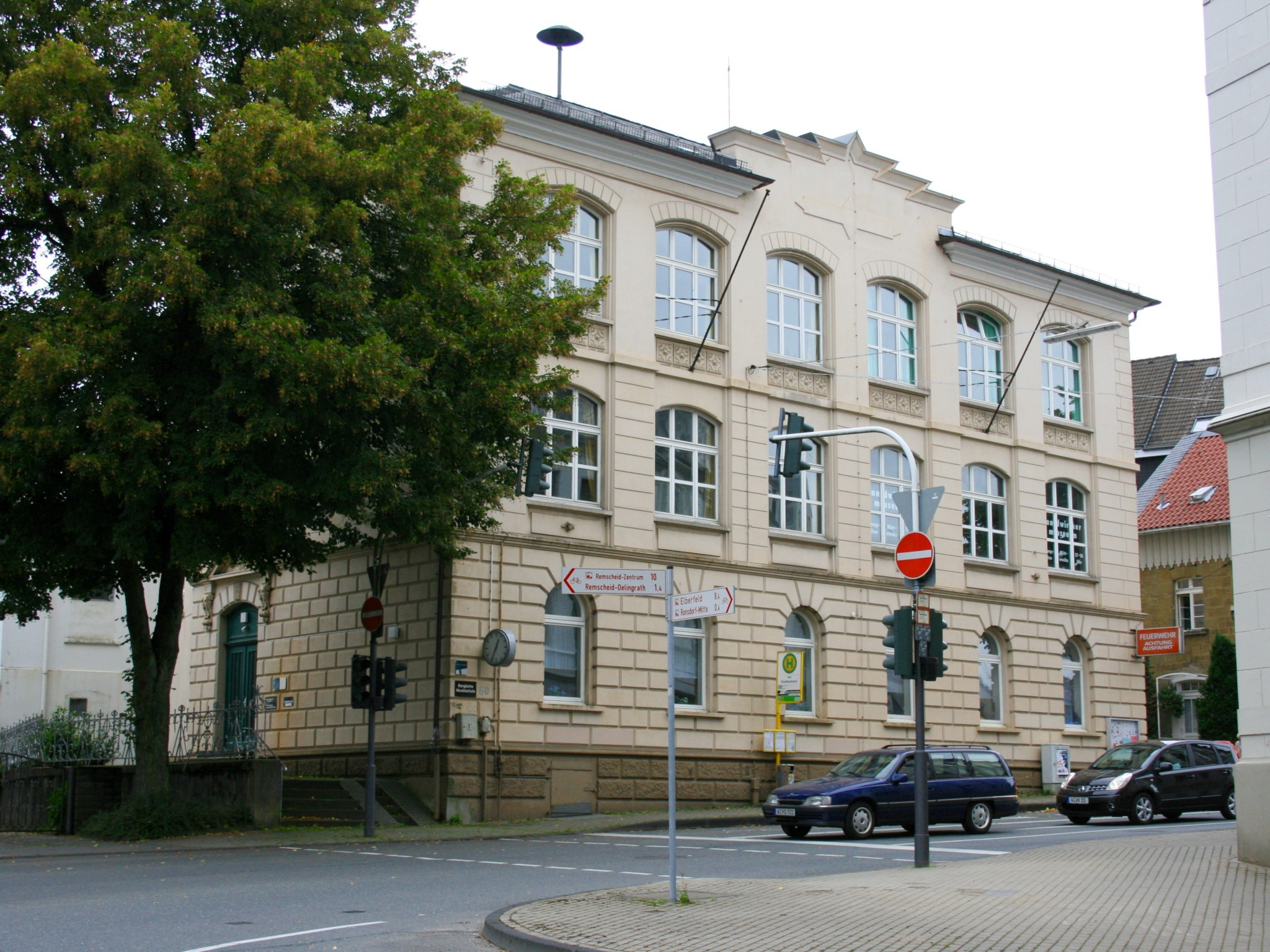
Bandwirkerschule

Die Preußische Bandwirkerschule ist ein ehemaliges Schulgebäude im Wuppertaler Stadtteil Ronsdorf. Heute werden die Räumlichkeiten von der Freiwilligen Feuerwehr Ronsdorf, der Volkshochschule und einem Bandwirkermuseum genutzt.

## Baubeschreibung und Nutzung
Das dreigeschossige Gebäude wurde 1897 als Preußische Bandwirkerschule in Ronsdorf eingerichtet. Ronsdorf war damals noch eine eigenständige Stadt, die heutige Anschrift ist Remscheider Straße 50.
Das Gebäude besitzt eine Putzfassade, ist in sechs Fensterachsen gegliedert und mit durchlaufenden Gesimsen ausgeführt. Das Erdgeschoss hat kleinere Rundbogenfenster und eine quaderförmige Rustizierung, die davon abgesetzten Obergeschosse haben größere Segmentbogenfenster. Über den beiden mittleren Achsen befindet sich ein sehr flacher, abgestufter Ziergiebel am Walmdach.
Im Erdgeschoss befinden sich die Unterrichtsräume der Freiwilligen Feuerwehr Ronsdorf, im ersten Obergeschoss überwiegend die Ausstellungsräume des Bandwirkermuseums und darüber im zweiten Obergeschoss die Schulungsräume der Volkshochschule bzw. der Bergischen Musikschule. Die Freiwillige Feuerwehr Ronsdorf war noch bis Ende der 1980er Jahre an zwei Standorten untergebracht (neben dem heutigen Standort auch noch in einer Fahrzeughalle in der Scheidtstraße). Bei der Zusammenführung der Feuerwehr musste die alte Turnhalle, die sich neben dem Schulgebäude befand, einem Neubau einer dreiachsigen Fahrzeughalle weichen. Die Turnhalle wurde zu diesem Zeitpunkt bereits nicht mehr genutzt, nicht zuletzt aufgrund ihrer Bauweise mit zwei mittig angeordneten gusseisernen Säulen, die beim Sportunterricht, insbesondere bei Ballsportarten als störend empfunden wurden.
Das Schulgebäude der Textilfachschule ist seit dem 18. Juli 1985 als Baudenkmal anerkannt.

## Bandwirkermuseum
In dem ehemaligen Schulgebäude wurde 1989 das Museum, das als Bandwirkermuseum bekannt ist, im ersten Obergeschoss eingerichtet und eröffnet. Es stellt das historische Handwerk der Ronsdorfer Bandwirker vor.
Das Museum steht unter der Trägerschaft des Heimat- und Bürgervereins. Von ehrenamtlichen Kräften wird das Bandwirkerwesen vorgestellt. Im Museum befinden sich Bandstühle aus dem 19. und 20. Jahrhundert. Das Museum ist mittwochs von 17 bis 18 Uhr und nach Absprache auch zu Führungen geöffnet.
Wesentlich zum Aufbau des Museums trug der ehemalige Bandwirker Josua Halbach sen. bei.